# Lache
Lache – dzielnica miasta Chester, w Anglii, w Cheshire, w dystrykcie (unitary authority) Cheshire West and Chester. Leży 2,9 km od centrum miasta Chester, 56,6 km od miasta Manchester i 266,9 km od Londynu. W 2011 roku dzielnica liczyła 5760 mieszkańców. Lache jest wspomniana w Domesday Book (1086) jako Leche.